# Euphorbia grantii
Euphorbia grantii es una especie fanerógama perteneciente a la familia de las euforbiáceas. Es endémica de África donde se distribuye desde Ruanda hasta Zambia.

## Descripción
Es un arbusto con tallo poco ramificado o árbol que alcanza un tamaño de 1,5-9 m de altura, con una corteza gris lisa horizontal acanalada, con ramas semi-suculentas, con grandes cicatrices foliares estrechamente prominentes, hojas sésiles, lineares a linear-lanceoladas de 30 x 3 cm, no espinosas.

## Ecología
Se encuentra, a menudo, en suelo arenoso de arena roja entre las rocas en las laderas, en los bosques abiertos, sabana y bosque de galería, a una altitud de 800-1 740 metros.
A veces cultivada como planta ornamental.

## Taxonomía
Euphorbia grantii fue descrita por Daniel Oliver y publicado en Transactions of the Linnean Society of London, Botany 29: 144, en 1875.

#### Etimología
Euphorbia: nombre genérico que deriva del médico griego del rey Juba II de Mauritania (52 a 50 a. C. - 23), Euphorbus, en su honor – o en alusión a su gran vientre –  ya que usaba médicamente Euphorbia resinifera. En 1753 Carlos Linneo asignó el nombre a todo el género.
grantii: epíteto otorgado en honor del explorador escocés James August Grant (1827-1892) quien acompañó al capitán Speke en una expedición por Egipto, llegando hasta Zanzíbar.

#### Sinonimia
- Euphorbia mulemae Rendle[6]